# Eric Cairns
Eric Cairns (* 27. Juni 1974 in Oakville, Ontario) ist ein ehemaliger kanadischer Eishockeyspieler und derzeitiger -funktionär, der im Verlauf seiner aktiven Karriere zwischen 1991 und 2007 unter anderem 473 Spiele für die New York Rangers, New York Islanders, Florida Panthers und Pittsburgh Penguins in der National Hockey League (NHL) auf der Position des Verteidigers bestritten hat. Seit der Saison 2013/14 ist Cairns, der während seiner aktiven Zeit den Spielertyp des Enforcers verkörperte, als Director of Player Development bei den New York Islanders beschäftigt, für die er bereits seit 2008 in anderen Positionen tätig ist.

## Karriere
Cairns verbrachte seine Juniorenzeit zwischen 1991 und 1994 bei den Detroit Compuware Ambassadors und Detroit Junior Red Wings, den Vorgänger-Franchises der späteren Plymouth Whalers, in der Ontario Hockey League (OHL). Bei den beiden Detroiter Juniorenteams machte sich der Verteidiger aufgrund seiner Härte schnell einen Namen als Enforcer. Zwar steigerte sich Cairns im Verlauf der drei Spieljahre in seiner Offensivproduktion von zunächst 16 Scorerpunkten auf schließlich 42. Dennoch standen auch in jeder der drei Spielzeiten um die 200 oder mehr Strafminuten zu Buche. Da sein Spielertypus zu dieser Zeit in der National Hockey League (NHL) jedoch sehr gefragt war, war er bereits nach seiner Rookiesaison im NHL Entry Draft 1992 in der dritten Runde an 72. Stelle von den New York Rangers ausgewählt worden.
Den beschwerlichen Weg in die NHL beging der Abwehrspieler ab der Saison 1994/95 über die nordamerikanischen Minor Leagues. Bei den New York Rangers unter Vertrag stehend kam er in den folgenden beiden Jahren bei deren Farmteams zum Einsatz. So spielte er zwischen 1994 und 1996 hauptsächlich für die Binghamton Rangers in der American Hockey League (AHL) sowie zeitweise die Birmingham Bulls und Charlotte Checkers in der East Coast Hockey League (ECHL). Erst zur Saison 1996/97 gelang dem Kanadier der Sprung in den NHL-Kader der Broadway Blueshirts, wo er im Saisonverlauf 46-mal eingesetzt wurde, aber aufgrund seines begrenzten Talents auch oft auf der Tribüne Platz nahm. So verhielt es sich auch im folgenden und dem Beginn des übernächsten Jahres, ehe sich seine Transferrechte Ende Dezember 1998 über die Waiver-Liste vom Stadtrivalen New York Islanders gesichert wurden. In Diensten der Islanders hatte es Cairns ebenfalls schwer, sich in der NHL zu etablieren und war so zunächst die meiste Zeit für den Kooperationspartner Lowell Lock Monsters in der AHL auf dem Eis. Zu Beginn der Millenniumssaison 1999/2000 wurde der Verteidiger an die Providence Bruins aus der AHL ausgeliehen. Nach vier Einsätzen wurde er nur eine Woche nach Beginn des Leihgeschäfts von den Islanders zurückgeholt und stand fortan für die folgenden fünf Jahre bis zum Lockout der NHL-Saison 2004/05 im Aufgebot der Isles. In nur einer der fünf Spielzeiten absolvierte er dabei weniger als 60 Spiele.
Vor Beginn der Spielzeit 2004/05 unterzeichnete Cairns als Free Agent einen Vertrag bei den Florida Panthers, womit seine Zeit bei den New York Islanders nach fast sechs Jahren in der Organisation zum Ende kam. Bevor er jedoch für die Panthers sein erstes Spiel absolvierte, fiel die Saison einem Streik zum Opfer. Um weiter Spielpraxis zu haben, ließ sich Cairns im November 2004 vom englischen Klub London Racers aus der Elite Ice Hockey League (EIHL) verpflichten. Dort traf er mit Scott Nichol auf einen weiteren NHL-Spieler. Letztlich absolvierte Cairns inklusive aller Pokalwettbewerbe 35 Spiele für den Hauptstadtklub, ehe er zur Saison 2005/06 wieder nach Nordamerika zurückkehrte. Durch das neue Collective Bargaining Agreement zwischen Liga und Teambesitzern war die Unterhaltung eines spielerisch limitierten Spielers wie Cairns unrentabel geworden, und so kam er bis Januar 2006 nur in 23 Spielen zum Einsatz. Anschließend wurde er im Tausch für ein Sechstrunden-Wahlrecht im NHL Entry Draft 2006 an die Pittsburgh Penguins abgegeben. Dort beendete der Defensivspieler die Saison. In der Saison 2006/07 bestritt Cairns zunächst zwei Partien für Pittsburghs AHL-Farmteam Wilkes-Barre/Scranton Penguins, ehe er am 10. November sein Saisondebüt für Pittsburgh gab. Dabei erlitt er eine schwere Gehirnerschütterung, deren Nachwirkungen dazu führten, dass er im restlichen Saisonverlauf sowie der gesamten Spielzeit 2007/08 nicht mehr einsatzfähig war und er seine aktive Karriere im Alter von 34 Jahren beenden musste.
Nach seinem Karriereende wurde Cairns zur Saison 2008/09 von seinem Ex-Team New York Islanders als Scout angestellt. Ab 2009 arbeitete er für vier Jahre als sogenannter Development Coach in der Organisation, ehe er zur Spielzeit 2013/14 zum Director of Player Development befördert wurde.

## Karrierestatistik
(Legende zur Spielerstatistik: Sp oder GP = absolvierte Spiele; T oder G = erzielte Tore; V oder A = erzielte Assists; Pkt oder Pts = erzielte Scorerpunkte; SM oder PIM = erhaltene Strafminuten; +/− = Plus/Minus-Bilanz; PP = erzielte Überzahltore; SH = erzielte Unterzahltore; GW = erzielte Siegtore; 1 Play-downs/Relegation; Kursiv: Statistik nicht vollständig)